# Salem (comté de Fulton)
Pour les articles homonymes, voir Salem.
La ville de Salem est le siège du comté de Fulton, dans l’État de l’Arkansas, aux États-Unis.

## Démographie
| 1880 | 1930 | 1940 | 1950 | 1960 | 1970  |
| ---- | ---- | ---- | ---- | ---- | ----- |
| 86   | 481  | 574  | 687  | 713  | 1 277 |

| 1980  | 1990  | 2000  | 2010  | - | - |
| ----- | ----- | ----- | ----- | - | - |
| 1 424 | 1 474 | 1 591 | 1 635 | - | - |